# Lumbatan

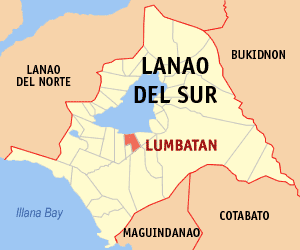
Bản đồ Lanao del Sur với vị trí của Lumbatan

Lumbatan là một đô thị hạng 5 ở tỉnh Lanao del Sur, Philippines. Theo điều tra dân số năm 2000, Lumbatan có dân số 17.445 người trong 2.200 hộ.

## Các đơn vị hành chính
Lumbatan được chia ra 20 barangay.
| - Alog - Buad - Budi - Dago-ok - Dalama - Dalipuga - Lalapung - Lumbac - Lunay | - Macadar - Madaya - Minanga - Pantar - Picotaan - Poblacion (Lumbatan) - Tambac - Bubong Macadar - Penaring - Ligue |